# Salins (Seine-et-Marne)
Pour les articles homonymes, voir Salins.
Salins est une commune française située dans le département de Seine-et-Marne en région Île-de-France.

## Géographie

### Localisation
Le village est situé à 7 km au nord-est de Montereau-Fault-Yonne, dans la vallée du ru de l'Étang, affluent de la Seine.

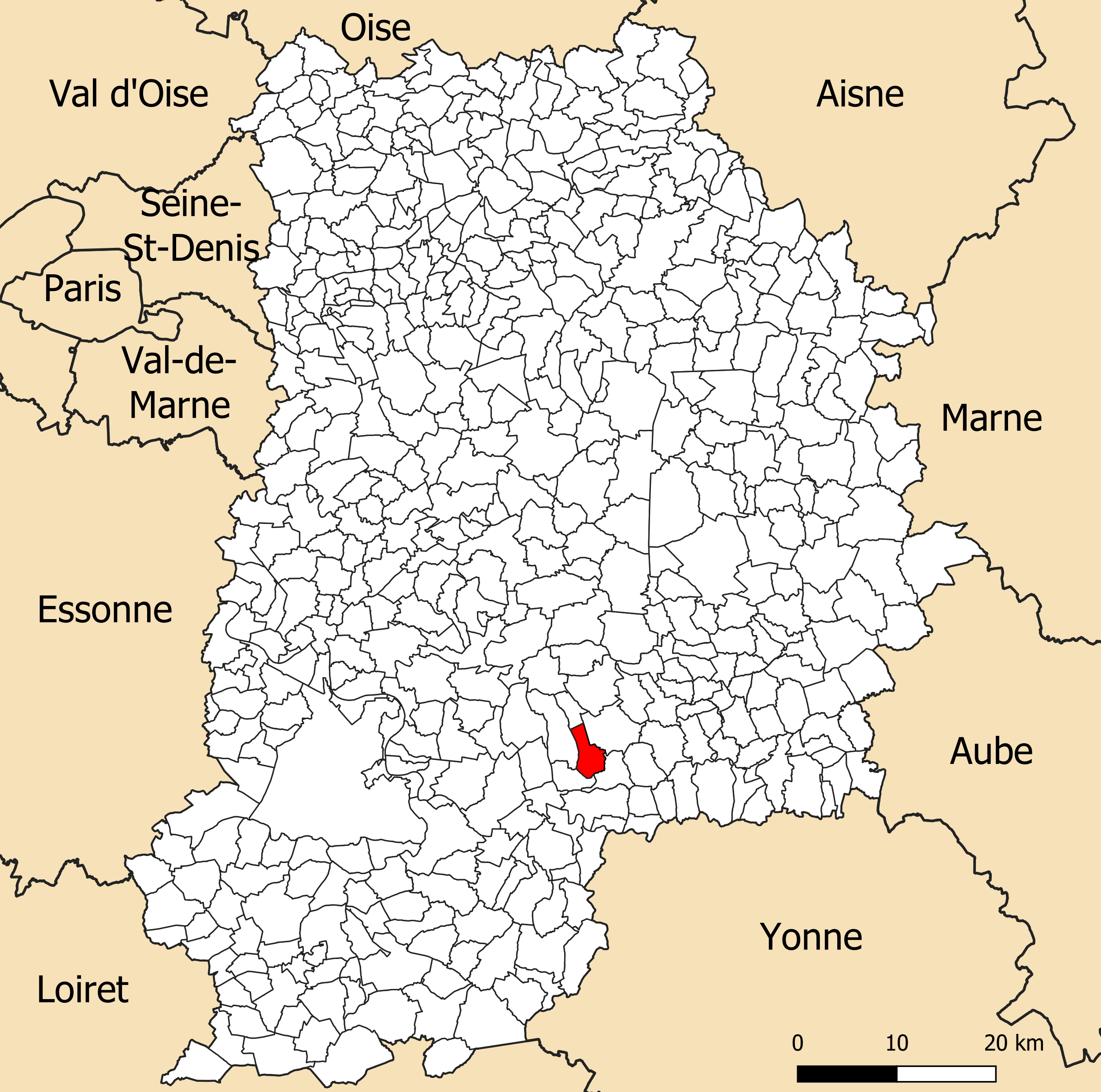
Localisation de la commune de Salins dans le département de Seine-et-Marne.

### Communes limitrophes

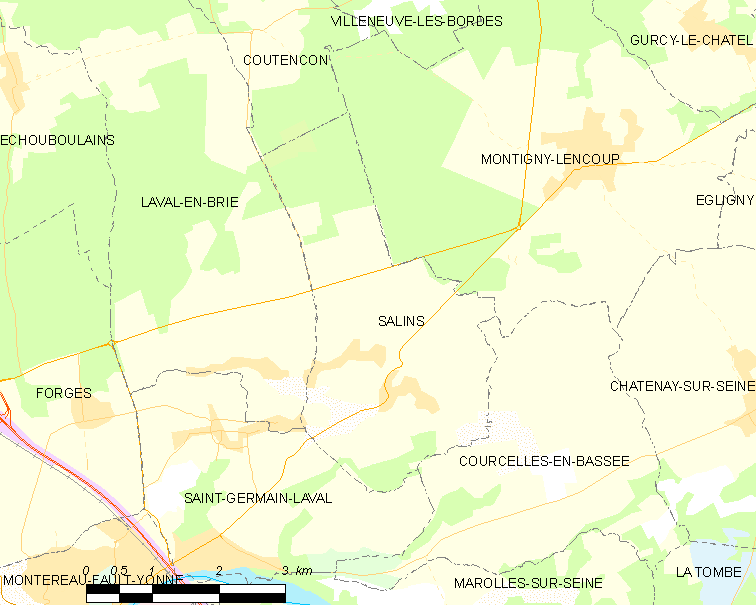
Carte des communes limitrophes de Salins.

|                     | Coutençon | Montigny-Lencoup     |
| Laval-en-Brie       | Salins    |                      |
| Saint-Germain-Laval |           | Courcelles-en-Bassée |

### Hydrographie

#### Réseau hydrographique

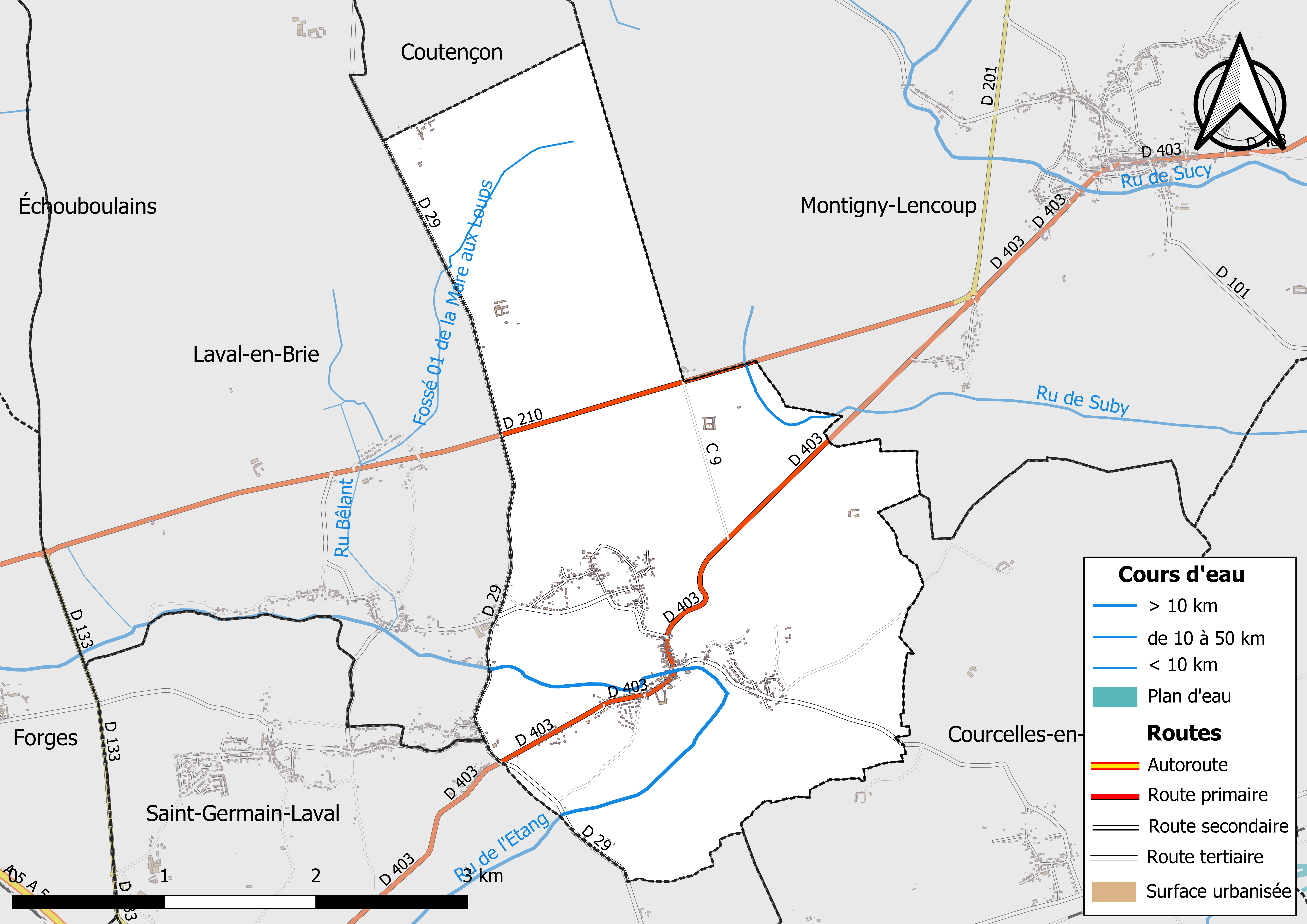
Carte des réseaux hydrographique et routier de Salins.

Le réseau hydrographique de la commune se compose de trois cours d'eau référencés :
- le ru de l'Étang, 10,11 km[3], qui conflue avec un bras de la Seine ;
- le ru de Suby, 8,86 km[4], affluent de l’Auxence ;
- le fossé 01 de la Mare aux Loups, 2,92 km[5], qui conflue avec le ru Bêlant.

Par ailleurs, son territoire est également traversé par l’aqueduc de la Voulzie.
La longueur totale des cours d'eau sur la commune est de 8,41 km.

#### Gestion des cours d'eau
Afin d’atteindre le bon état des eaux imposé par la Directive-cadre sur l'eau du 23 octobre 2000, plusieurs outils de gestion intégrée s’articulent à différentes échelles : le SDAGE, à l’échelle du bassin hydrographique, et le SAGE, à l’échelle locale. Ce dernier fixe les objectifs généraux d’utilisation, de mise en valeur et de protection quantitative et qualitative des ressources en eau superficielle et souterraine. Le département de Seine-et-Marne est couvert par six SAGE, au sein du bassin Seine-Normandie.
La commune fait partie du SAGE « Bassée Voulzie », en cours d'élaboration en décembre 2020. Le territoire de ce SAGE concerne 144 communes dont 73 en Seine-et-Marne, 50 dans l'Aube, 15 dans la Marne et 6 dans l'Yonne, pour une superficie de 1 710 km2. Le pilotage et l’animation du SAGE sont assurés par Syndicat Mixte Ouvert de l’eau potable, de l’assainissement collectif, de l’assainissement non collectif, des milieux aquatiques et de la démoustication (SDDEA), qualifié de « structure porteuse ».

### Lieux-dits et écarts
La commune compte 57 lieux-dits administratifs répertoriés consultables ici (source : le fichier Fantoir) dont les Tuileries, le Rôti, le Crayon, Repentailles, le Fresnoy (château).

### Climat
Pour des articles plus généraux, voir Climat de l'Île-de-France et Climat de Seine-et-Marne.
En 2010, le climat de la commune est de type climat océanique dégradé des plaines du Centre et du Nord, selon une étude du CNRS s'appuyant sur une série de données couvrant la période 1971-2000. En 2020, Météo-France publie une typologie des climats de la France métropolitaine dans laquelle la commune est exposée à un climat océanique altéré et est dans la région climatique Nord-est du bassin Parisien, caractérisée par un ensoleillement médiocre, une pluviométrie moyenne régulièrement répartie au cours de l’année et un hiver froid (3 °C).
Pour la période 1971-2000, la température annuelle moyenne est de 11,1 °C, avec une amplitude thermique annuelle de 15,6 °C. Le cumul annuel moyen de précipitations est de 725 mm, avec 11,6 jours de précipitations en janvier et 7,3 jours en juillet. Pour la période 1991-2020, la température moyenne annuelle observée sur la station météorologique la plus proche, située sur la commune de La Brosse-Montceaux à 9 km à vol d'oiseau, est de 12,0 °C et le cumul annuel moyen de précipitations est de 652,9 mm,. Pour l'avenir, les paramètres climatiques de la commune estimés pour 2050 selon différents scénarios d'émission de gaz à effet de serre sont consultables sur un site dédié publié par Météo-France en novembre 2022.

### Milieux naturels et biodiversité
Aucun espace naturel présentant un intérêt patrimonial n'est recensé sur la commune dans l'inventaire national du patrimoine naturel,,.

## Urbanisme

### Typologie
Au 1er janvier 2024, Salins est catégorisée bourg rural, selon la nouvelle grille communale de densité à sept niveaux définie par l'Insee en 2022.
Elle est située hors unité urbaine. Par ailleurs la commune fait partie de l'aire d'attraction de Paris, dont elle est une commune de la couronne,. Cette aire regroupe 1 929 communes,.

### Voies de communication et transports

#### Transports
La commune est desservie par la ligne 15 du réseau de bus Pays de Montereau et la ligne Express 7 du réseau de bus Provinois - Brie et Seine.

## Toponymie
Salins était autrefois connue sous le nom de Villeneuve la Cornue, du nom de son premier seigneur, Simon 1er Le Cornu, décédé en 1218. Son seigneur était aussi celui de Salins dans le Jura.
Le nom de la localité est mentionné sous les formes Villa Nova prope Monasteriolum en 1222 ; Villenuefve la Cornue 1330 ; Villa nova Cornuta vers 1350 (Pouillé) ; Villeneuve la Cornue 1678 ; « Salins, ci devant appelé Villeneuve la Cornue » en 1686.
La localité prit, vers 1686, le nom de Salins. Le nom de Salins vient du nom de son seigneur, également seigneur de Salins-les-Bains dans le Jura, qui vivait du sel en exploitant des salines royales. Rien de tel pour la commune seine-et-marnaise : son sous-sol est riche en argile et non en sel.

## Histoire

### Préhistoire
Au lieu-dit Montapot ou Fosse-aux-Larrons, sur le bord escarpé d'une petite vallée, un tumulus connu de longue date - et donc libéralement pillé - est entièrement exploré en 1875 par E. de Quelen (peut-être aussi par M. de Bonsteten dans la première partie des années 1870). Quelen cède ses trouvailles et ses notes à E. Chouquet, qui les publie en 1877. S'y trouvent alors encore huit squelettes humains, dont cinq portent des bijoux divers (bracelets aux bras et/ou aux jambes, épingles) en bronze. Celui de la 4e tombe, dont les os sont suffisamment bien conservés pour donner la taille totale, mesure 1,76 m ; curieusement, ses tibias sont platycnémiques, ses péronés profondément cannelés, ses humérus perforés et son crâne dolichocéphale.
Sous une grosse pierre de 2 m de long à 30 pas du tumulus, E. Chouquet découvre 17 squelettes d'âges divers dans des tombes individuelles. Cette seconde sépulture se distingue de la première par trois éléments principaux : sépulture sous pierre unique et non sous tumulus ; une couche de charbon recouvre certains des squelettes ; et certains bijoux sont en fer - dont des bagues et des fibules, absentes dans les sépultures du tumulus. Un collier dans la 3e tombe et une agrafe de ceinturon dans la 4e tombe, mélangent le bronze et le fer.
Pour plus de détails sur les bijoux de ces deux sépultures, voir Chouquet   1877, p. 242-245.
Proche de cette pierre à tombes multiples, un sondage par de Quelen met au jour une urne sépulcrale en terre rouge de 22 cm de diamètre d'ouverture et 14 cm de hauteur, avec une décoration de lignes et de chevrons jaunes sur le col et la panse, et l’extérieur du fond également orné de raies jaunes formant une croix à doubles lignes.
Cette urne est remplie pour moitié d'os carbonisés sur lesquels est placé un bracelet en bronze similaire à ceux des autres sépultures. Mortillet la donne pour hallstattienne (précédant la Tène, dite aussi second âge du fer), quelque 800 ans avant notre ère.
Les habitations étaient probablement très proches de ces sépultures : les environs immédiats sont riches en vestiges de poteries et incluent une source et d'autres vestiges humains ; ainsi un autre sondage de Quelen a mis au jour plusieurs mètres cubes de pierres reposant directement sur la craie, qui se trouve à 1,50 m sous la surface du sol, avec un seul crâne en dessous des pierres ; et, plus loin, une petite écuelle en poterie noire, renversée, écrasée par les pierres.
Sur le même site, on trouve donc une occupation à trois époques successives : celle de l'incinération en urne, du début du Hallstatt ; celle du tumulus, de la fin du Hallstatt ; et celle des sépultures sous la pierre, époque anciennement appelée « marnienne » ou début de la Tène. 

À signaler, la grande différence morphologique entre ces occupants et ceux rencontrés dans des sites proches, par exemple le site néolithique du tertre Guérin à la Grande-Paroisse, seulement 11 km au sud-ouest : ici, les habitants sont de taille élevée mais les os sont minces voire fluets, les péronés profondément cannelés, et sur trois crânes complets deux sont dolichocéphales et un brachycéphale, et les mâchoires prognates. Au tertre Guérin, les individus sont de taille moyenne, les crânes mésaticéphales et les mâchoires orthognates.

### Moyen-Âge
Anciennement appelée Villeneuve-la-Cornue du nom du premier seigneur Simon Le Cornu, chevalier lige du comte de Champagne. Salins est une seigneurie dépendante de l'archevêché de Sens.
Le nom de Salins vient du nom de son seigneur également seigneur de Salins dans le Jura, aujourd'hui Salins-les-Bains.[réf. nécessaire]
La présence de gisements d'argile a été à l'origine du développement d'industries de la céramique jusqu'au milieu du XXe siècle.

## Politique et administration

### Liste des maires
| Période                                  | Période  | Identité       | Étiquette | Qualité   |
| ---------------------------------------- | -------- | -------------- | --------- | --------- |
| Les données manquantes sont à compléter. |          |                |           |           |
| mars 1989                                | En cours | Georges Benard |           | Ingénieur |

## Équipements et services

### Eau et assainissement
L’organisation de la distribution de l’eau potable, de la collecte et du traitement des eaux usées et pluviales relève des communes. La loi NOTRe de 2015 a accru le rôle des EPCI à fiscalité propre en leur transférant cette compétence. Ce transfert devait en principe être effectif au 1er janvier 2020, mais la loi Ferrand-Fesneau du 3 août 2018 a introduit la possibilité d’un report de ce transfert au 1er janvier 2026,.

#### Assainissement des eaux usées
En 2020, la gestion du service d'assainissement collectif de la commune de Salins est assurée par la communauté de communes Pays de Montereau (CCPM) pour la collecte, le transport et la dépollution. Ce service est géré en délégation par une entreprise privée, dont le contrat arrive à échéance le 31 décembre 2026,,.
L’assainissement non collectif (ANC) désigne les installations individuelles de traitement des eaux domestiques qui ne sont pas desservies par un réseau public de collecte des eaux usées et qui doivent en conséquence traiter elles-mêmes leurs eaux usées avant de les rejeter dans le milieu naturel. La communauté de communes Pays de Montereau (CCPM) assure pour le compte de la commune le service public d'assainissement non collectif (SPANC), qui a pour mission de vérifier la bonne exécution des travaux de réalisation et de réhabilitation, ainsi que le bon fonctionnement et l’entretien des installations. Cette prestation est déléguée à la SAUR, dont le contrat arrive à échéance le 31 décembre 2026,.

#### Eau potable
En 2020, l'alimentation en eau potable est assurée par la communauté de communes Pays de Montereau (CCPM) qui en a délégué la gestion à une entreprise privée, dont le contrat expire le 31 décembre 2026,.

## Population et urbanisme

### Démographie
L'évolution du nombre d'habitants est connue à travers les recensements de la population effectués dans la commune depuis 1793. Pour les communes de moins de 10 000 habitants, une enquête de recensement portant sur toute la population est réalisée tous les cinq ans, les populations de référence des années intermédiaires étant quant à elles estimées par interpolation ou extrapolation. Pour la commune, le premier recensement exhaustif entrant dans le cadre du nouveau dispositif a été réalisé en 2006.

En 2022, la commune comptait 1 171 habitants, en évolution de +8,23 % par rapport à 2016 (Seine-et-Marne : +3,92 %, France hors Mayotte : +2,11 %).
| 1793 | 1800 | 1806 | 1821 | 1831 | 1836 | 1841 | 1846 | 1851 |
| ---- | ---- | ---- | ---- | ---- | ---- | ---- | ---- | ---- |
| 301  | 358  | 363  | 403  | 470  | 511  | 550  | 577  | 581  |

| 1856 | 1861 | 1866 | 1872 | 1876 | 1881 | 1886 | 1891 | 1896 |
| ---- | ---- | ---- | ---- | ---- | ---- | ---- | ---- | ---- |
| 586  | 633  | 600  | 535  | 495  | 522  | 527  | 496  | 509  |

| 1901 | 1906 | 1911 | 1921 | 1926 | 1931 | 1936 | 1946 | 1954 |
| ---- | ---- | ---- | ---- | ---- | ---- | ---- | ---- | ---- |
| 491  | 517  | 484  | 403  | 424  | 451  | 400  | 351  | 382  |

| 1962 | 1968 | 1975 | 1982 | 1990 | 1999 | 2006 | 2011  | 2016  |
| ---- | ---- | ---- | ---- | ---- | ---- | ---- | ----- | ----- |
| 380  | 385  | 408  | 475  | 556  | 916  | 997  | 1 026 | 1 082 |

| 2021  | 2022  | - | - | - | - | - | - | - |
| ----- | ----- | - | - | - | - | - | - | - |
| 1 171 | 1 171 | - | - | - | - | - | - | - |

### Occupation des sols
L'occupation des sols de la commune, telle qu'elle ressort de la base de données européenne d’occupation biophysique des sols Corine Land Cover (CLC), est marquée par l'importance des territoires agricoles (72,4 % en 2018), une proportion sensiblement équivalente à celle de 1990 (73,1 %). La répartition détaillée en 2018 est la suivante :
terres arables (67,6%), forêts (20,5%), zones urbanisées (5,7%), zones agricoles hétérogènes (4,8%), milieux à végétation arbustive et/ou herbacée (1,4 %).
Parallèlement, L'Institut Paris Région, agence d'urbanisme de la région Île-de-France, a mis en place un inventaire numérique de l'occupation du sol de l'Île-de-France, dénommé le MOS (Mode d'occupation du sol), actualisé régulièrement depuis sa première édition en 1982. Réalisé à partir de photos aériennes, le Mos distingue les espaces naturels, agricoles et forestiers mais aussi les espaces urbains (habitat, infrastructures, équipements, activités économiques, etc.) selon une classification pouvant aller jusqu'à 81 postes, différente de celle de Corine Land Cover,,. L'Institut met également à disposition des outils permettant de visualiser par photo aérienne l'évolution de l'occupation des sols de la commune entre 1949 et 2018.

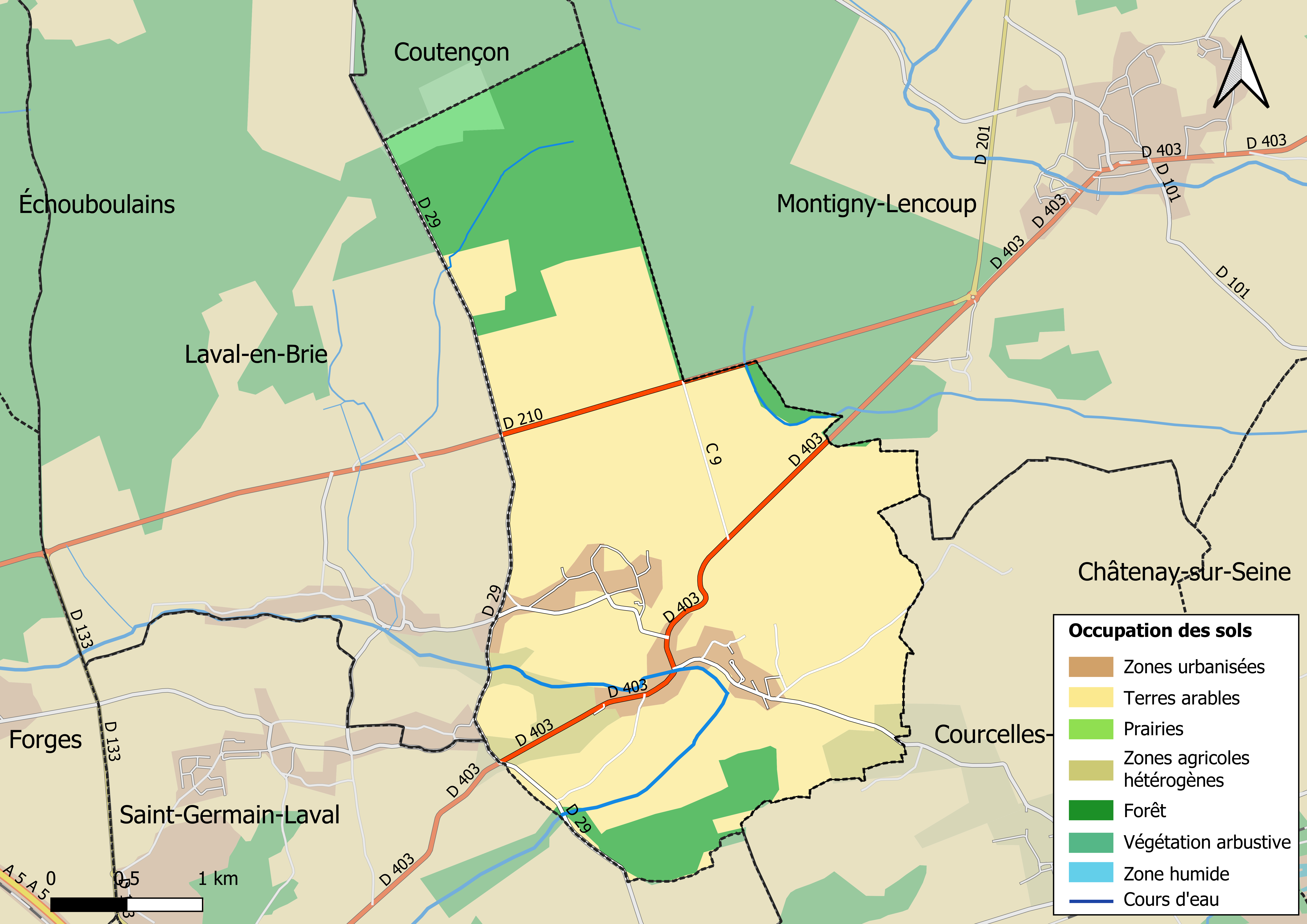
Carte des infrastructures et de l'occupation des sols en 2018 (CLC) de la commune.
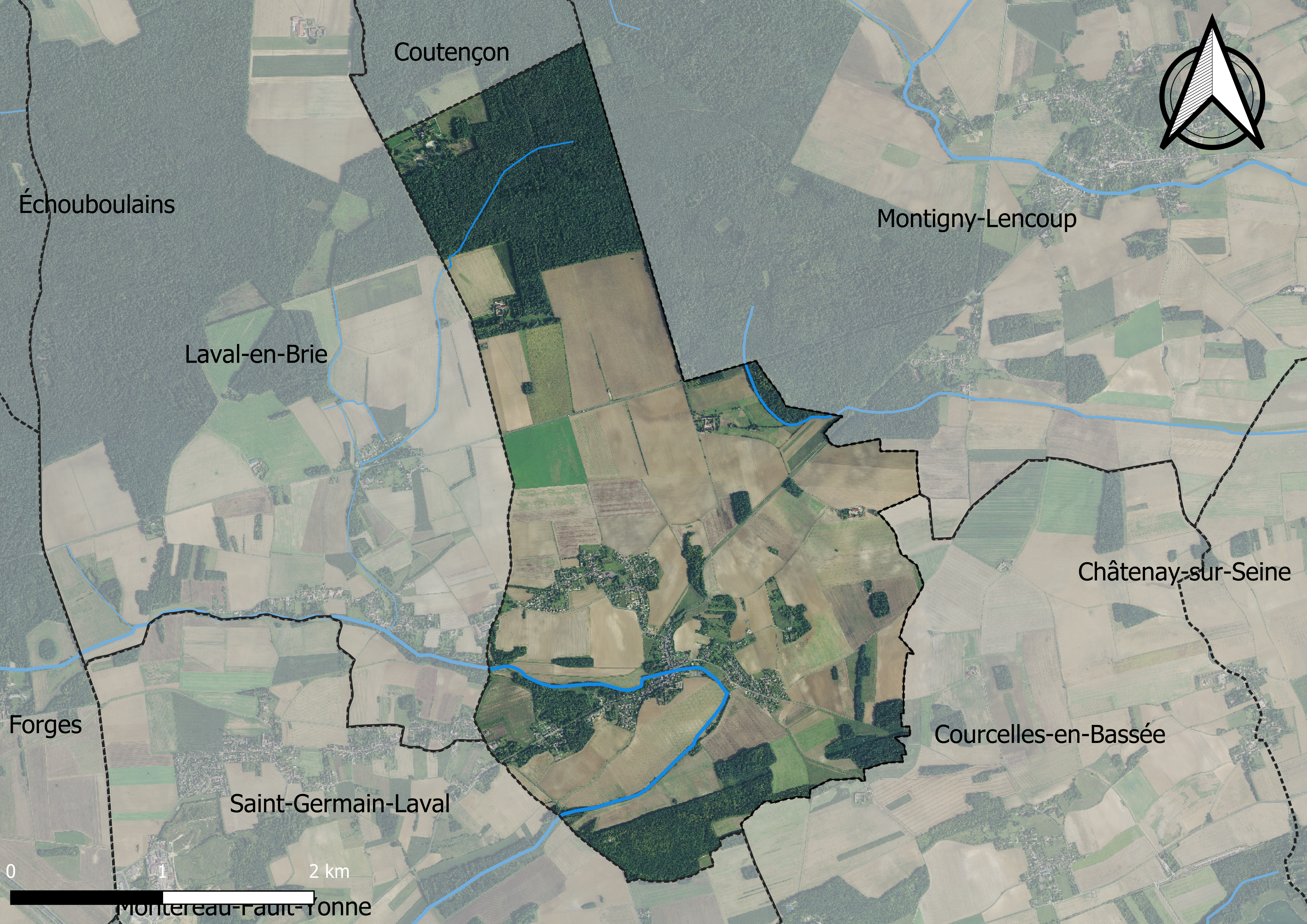
Carte orhophotogrammétrique de la commune.

### Planification
La loi SRU du 13 décembre 2000 a incité les communes à se regrouper au sein d’un établissement public, pour déterminer les partis d’aménagement de l’espace au sein d’un SCoT, un document d’orientation stratégique des politiques publiques à une grande échelle et à un horizon de 20 ans et s'imposant aux documents d'urbanisme locaux, les PLU (Plan local d'urbanisme). La commune est dans le territoire du SCOT Seine et Loing, dont le projet a été arrêté le 3 juillet 2019, porté par le syndicat mixte d’études et de programmation (SMEP) Seine et Loing rassemblant à la fois 44 communes et trois communautés de communes.
La commune disposait en 2019 d'un plan local d'urbanisme approuvé. Le zonage réglementaire et le règlement associé peuvent être consultés sur le Géoportail de l'urbanisme.

### Logement
En 2016, le nombre total de logements dans la commune était de 393, dont 97,2 % de maisons et 2,8 % d'appartements.
Parmi ces logements, 90,3 % étaient des résidences principales, 3,1 % des résidences secondaires et 6,6 % des logements vacants.
La part des ménages fiscaux propriétaires de leur résidence principale s'élevait à 90,1 % contre 8,2 % de locataires et 1,7 % logés gratuitement,.

## Économie
- Huit artisans et quatre commerçants.

### Agriculture
Salins est dans la petite région agricole dénommée la « Brie humide » (ou Brie de Melun), une partie de la Brie à l'est de Melun. En 2010, l'orientation technico-économique de l'agriculture sur la commune est la culture de céréales et d'oléoprotéagineux (COP).
Si la productivité agricole de la Seine-et-Marne se situe dans le peloton de tête des départements français, le département enregistre un double phénomène de disparition des terres cultivables (près de 2 000 ha par an dans les années 1980, moins dans les années 2000) et de réduction d'environ 30 % du nombre d'agriculteurs dans les années 2010. Cette tendance se retrouve au niveau de la commune où le nombre d’exploitations est passé de 9 en 1988 à 5 en 2010. Parallèlement, la taille de ces exploitations augmente, passant de 125 ha en 1988 à 160 ha en 2010.
Le tableau ci-dessous présente les principales caractéristiques des exploitations agricoles de Salins, observées sur une période de 22 ans :
|                                      | 1988  | 2000 | 2010 |
| ------------------------------------ | ----- | ---- | ---- |
| Dimension économique,                |       |      |      |
| Nombre d’exploitations (u)           | 9     | 6    | 5    |
| Travail (UTA)                        | 18    | 8    | 8    |
| Surface agricole utilisée (ha)       | 1 127 | 762  | 801  |
| Cultures                             |       |      |      |
| Terres labourables (ha)              | 1 109 | 739  | 782  |
| Céréales (ha)                        | 780   | 540  | 503  |
| dont blé tendre (ha)                 | 470   | 295  | s    |
| dont maïs-grain et maïs-semence (ha) | 227   | s    | 83   |
| Tournesol (ha)                       | 162   | s    |      |
| Colza et navette (ha)                | 68    | 81   | 105  |
| Élevage                              |       |      |      |
| Cheptel (UGBTA)                      | 26    | 41   | 119  |

## Culture locale et patrimoine

### Lieux et monuments
- Église Saint-Apollinaire, XIIIe et XVe siècle, avec un clocher à quatre pignons à double bâtière, classée au titre des monuments historiques[59].
- Château de Salins, ancienne demeure seigneuriale dont il ne reste plus qu'un corps de bâtiment doté d’un grand toit pyramidal et d’une tour d’angle carrée.
- Ferme de Villiers avec son pigeonnier.
- Château de Fresnoy, XIXe et XXe siècle. Vestiges (colonnes) provenant des ruines du palais des Tuileries de Paris[60],[61].
- Cheminée de l’ancienne tuilerie.

### Galerie

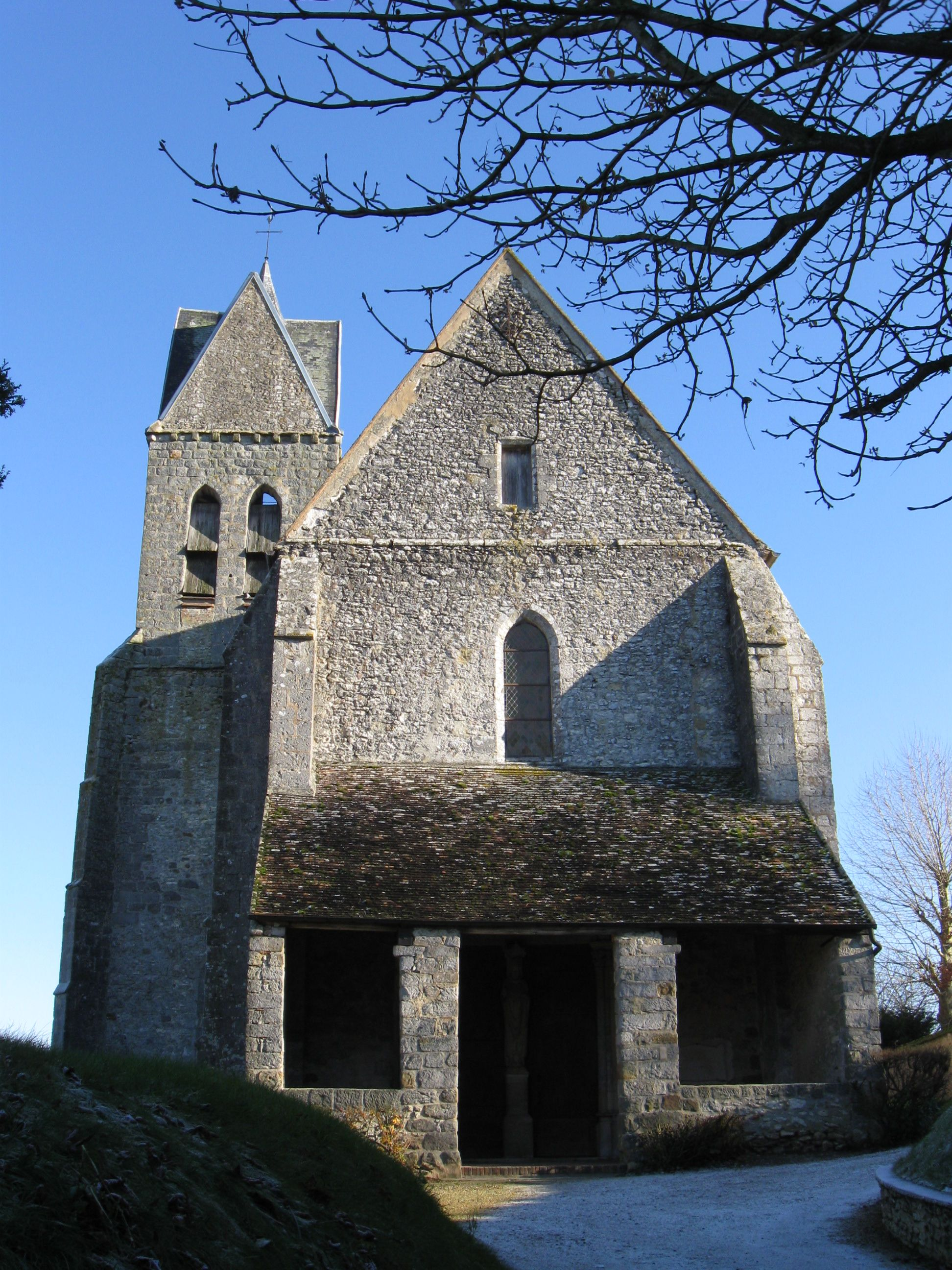
L'église Saint-Apollinaire.
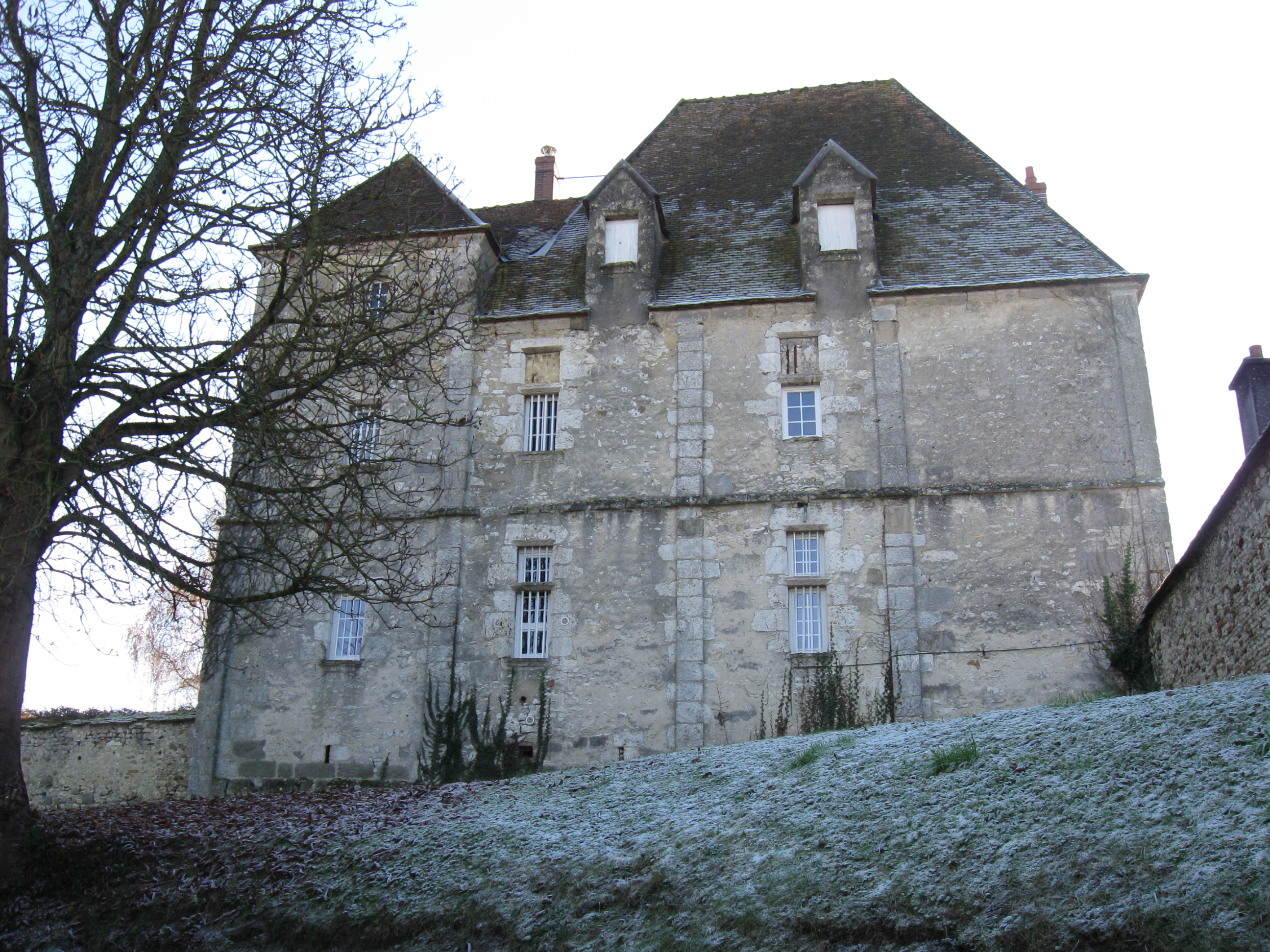
Le château de Salins.

### Personnalités liées à la commune
- Jacqueline Pierreux (1923-2005), actrice est morte dans la commune.

### Héraldique
| Blason de Salins (Seine-et-Marne) | Blason  | De vair au dragon de gueules. De vair au dragon de gueules. |
| Blason de Salins (Seine-et-Marne) | Détails |                                                             |